# FC Alisontia Steinsel
Der FC Alisontia Steinsel ist ein luxemburgischer Fußballverein aus Steinsel. 

## Geschichte
Der Verein wurde 1933 unter seinem heutigen Namen gegründet. Während der deutschen Besetzung Luxemburgs im Zweiten Weltkrieg wurde der Klub zwangsweise in SpVgg Steinsel umbenannt. 1944 erfolgte die Rückbenennung in FC Alisontia.
Mit Ausnahme der Jahre 1949 bis 1955 kam der Verein nie über die Viertklassigkeit heraus. Erst 2009 gelang für eine Saison die Rückkehr in die drittklassige 1. Division. Nach dem erneuten Aufstieg in die dritthöchste Spielklasse erreichte Alisontia 2016 auf Anhieb die Vizemeisterschaft. Dies war gleichbedeutend mit dem Erreichen des Barragespiels gegen den 11. der Ehrenpromotion. Dort setzte sich Avenir Beggen mit 4:1 durch.
Nach zwei dritten Plätzen gelang Alisontia 2019 erstmals der Aufstieg in die zweithöchste Spielklasse.

## Pokalwettbewerbe
In der Coupe de Luxemburg kam Alisontia nie über die vierte Runde hinaus.
In der Spielzeiten 2015/16 und 2017/18 gewann Steinsel die Coupe FLF, den nationalen Pokalwettbewerb für Vereine der 1., 2. und 3. Division (dritte bis fünfte Spielklasse).

## Erfolge
- Coupe FLF: 2016 und 2018
- Aufstieg in die Ehrenpromotion: 2019